# Freezy (Rapper)
Freezy (* 13. März 1992 als Remo Hunziker) ist ein Schweizer Mundartrapper aus Uster, Kanton Zürich.

## Biographie
Mit 15 Jahren begann Freezy sich erstmals für die Hip-Hop-Kultur zu interessieren. Seine ersten Schritte als Rapper machte er, als er mit fünf Freunden die Rap Crew »White Cronic« gründete. Als die Gruppe nach einigen Auftritten eine Kreativpause einlegte, entschied sich der Zürcher Rapper seine Solokarriere zu starten.
2013 veröffentlichte er die EP »Runawaykids«. Im Zuge dessen unterschrieb er einen Vertrag beim Schweizer Urban- und Rap-Label FarMore Records. 2014 veröffentlichte der Schweizer Rapper sein Debütalbum, welches auf Platz 25 der Schweizer Albumcharts landete. Zwei Jahre später konnte Freezy mit seinem zweiten Album »Us de Vorstadt« zum ersten Mal die Top 10 der Schweizer Album-Charts erreichen, es landete auf Platz 8.
Seit 27. November 2019 moderiert er auf 20 Minuten die «Supremeshow», zusammen mit Moe.

## Diskographie

### Alben
| Jahr | Titel           | Höchstplatzierung, Gesamtwochen, AuszeichnungChartsChartplatzierungen (Jahr, Titel, Platzierungen, Wochen, Auszeichnungen, Anmerkungen) | Anmerkungen                             |
| Jahr | Titel           | CH | Anmerkungen                             |
| ---- | --------------- | --- | --------------------------------------- |
| 2014 | Flugangst       | CH25 (1 Wo.)CH | Erstveröffentlichung: 14. November 2014 |
| 2016 | Us de Vorstadt  | CH8 (3 Wo.)CH | Erstveröffentlichung: 26. August 2016   |
| 2022 | Balkon für zwei | CH4 (1 Wo.)CH | Erstveröffentlichung: 11. November 2022 |

### EPs
| Jahr | Titel       | Höchstplatzierung, Gesamtwochen, AuszeichnungChartsChartplatzierungen (Jahr, Titel, Platzierungen, Wochen, Auszeichnungen, Anmerkungen) | Anmerkungen                                         |
| Jahr | Titel       | CH | Anmerkungen                                         |
| ---- | ----------- | --- | --------------------------------------------------- |
| 2013 | Runawaykids | CH52 (1 Wo.)CH | Erstveröffentlichung: 24. Mai 2013                  |
| 2020 | Bambi       | CH—CH | Erstveröffentlichung: 18. Dezember 2020 mit Bossnak |

### Singles
- 2014: Liechtsignal
- 2014: La mi ga (feat. Dave)
- 2016: Havana Club
- 2016: Summer in Beauduc (feat. Ben Whale)
- 2016: Als hettemer en Grund (feat. Mimiks & ALI)
- 2018: Es isch night (mit Josha Hewitt)
- 2019: iPhone X (feat. Josha Hewitt)
- 2020: Bambi (mit Bossnak)
- 2020: Mir sind
- 2020: Havana im Glass (mit Bossnak)
- 2021: Stewardess (mit Josha Hewitt)

### Weitere Veröffentlichungen
- 2015: Assassin (mit Lirik, Bobby Brookz)
- 2015: In the Rain (mit Bobby Brookz)
- 2020: Batap Patap (mit Natoxie)
- 2021: Interlude II (mit KomA, Bobby Brookz)
- 2021: 100 Täg (mit KomA, Bobby Brookz)